# Xaloc (revista)
Xaloc fou una revista bimestral en català publicada a ciutat de Mèxic del 1964 al 1981, una de les de més llarga durada editada per catalans de l'exili. Fou fundada i dirigida per Ramon Fabregat i Arrufat, Vicenç Riera Llorca fou l'assessor literari i Joan Giménez i Giménez, l'assessor artístic. Hom la considera continuadora de Pont Blau, de la que n'heretà el mateix format i molts dels col·laboradors.
Publicava articles de crítica, ressenyes, assaigs, cròniques de literatura, arts plàstiques i política a l'exili i a Catalunya. Pretenia mantenir el lligam entre els exiliats catalans. En foren principals col·laboradors Josep Carner, Pere Bosch i Gimpera, Manuel de Pedrolo, Avel·lí Artís-Gener, Pere Calders, Rafael Tasis, Vicenç Riera Llorca, Artur Bladé i Desumvila, Joan Colomines i Puig, Josep Maria Murià i Romaní, Miquel Ferrer Sanxis, Marià Roca, Pere Mas i Perera, Carles Pi i Sunyer, Albert Manent i Joan Triadú, entre molts més.